# تولینگ
تولینگ (به تبتی: མཐོ་ལིང་གྲོང་བརྡལ، نویسه‌گردانی «ویلی»: mtho lding drong del، پین‌یین تبتی: Toling Chongdai)(به چینی: 普兰镇، به پین‌یین: Tuōlín zhèn) یک شهرک در جمهوری خلق چین است که در ولایت نگاری، شهرستان زاندا واقع شده‌است. تولینگ ۰٫۳ کیلومتر مربع مساحت و ۶۰۰ نفر جمعیت دارد و ۳٬۷۲۳ متر بالاتر از سطح دریا واقع شده‌است.